# Jean-François Kieffer
Pour les articles homonymes, voir Kieffer et JFK.
Jean-François Kieffer, né en 1957 à Mulhouse en Alsace, est un illustrateur français, compositeur et auteur de bandes dessinées. 
Il dessine et écrit notamment L’Évangile pour les enfants, en bandes dessinées et Les Aventures de Loupio. Il reçoit le Prix International de la Bande Dessinée Chrétienne en 2001 et 2006.

## Biographie
Alsacien, Jean-François Kieffer grandit dans une famille catholique et pratique le scoutisme. 
Marié, il s'installe en 1986 dans un petit village de Lorraine avec son épouse. Ils ont quatre enfants, il devient en 1996 diacre permanent dans l'Église catholique pour le diocèse de Verdun (Meuse),. Il s'y occupe particulièrement de pastorale conjugale et familiale.
En dessin, il commence par illustrer des revues pour enfants, et collabore dans Astrapi, Pomme d'Api et Youpi des éditions Bayard, dans Bouton d'Or et Maxilien pour Edifa, dans Louveteau pour les Scouts de France.
Passionné de catéchèse et de liturgie, Jean-François Kieffer illustre des ouvrages de catéchèse et de spiritualité, puis plusieurs albums de bandes dessinées autour de la vie de Jésus : Sept rencontres de Jésus, La Passion de Jésus, sur des textes de François Mourvillier (né en 1935) puis de Benoît Marchon (Marie, mère de Jésus). Il compose régulièrement des chants d’éveil religieux pour la catéchèse.
Pour les éditions Edifa, Jean-François Kieffer illustre dans la revue Bouton d'or de nombreux passages d'Évangile, qui paraissent à partir de 1999 en albums regroupés par thèmes : L'Évangile en bandes dessinées (primé à Angoulême en 2001), Les miracles de Jésus, Les Actes des apôtres, avec des textes de Christine Ponsard.
Sollicité pour créer un personnage de fiction chrétienne, il imagine et met en scène les aventures de Loupio, un jeune orphelin troubadour au XIIe siècle. Auprès de son grand ami François d'Assise, et avec frère Loup comme compagnon, Loupio apprend à vivre chrétiennement dans la joie et la musique. Les aventures de Loupio aux éditions Mame se voient décernées le prix international de la BD chrétienne francophone en 2006. En octobre 2018, les dix premiers tomes ont été traduits en huit langues et vendus à 900 000 exemplaires. L'ensemble des douze tomes parus approche le million d'exemplaires en décembre 2021.
Il crée en 2012 la bande dessinée de Jeannette et Jojo, qui se situe en Lorraine dans les années 1960.
À partir de 2018, il ralentit son rythme de production, et s'occupe davantage de son environnement et de ses moutons. Il continue de dessiner et publier des Loupio et des Jeannette et Jojo, mais sur un rythme moins soutenu.

## Graphisme
D'un graphisme assez sombre et austère au début (Sept rencontres de Jésus, 1986), le dessin de Jean-François Kieffer s'est progressivement dépouillé et éclairci, jusqu'à devenir simple et lumineux. 
Il se situe dans la continuité de la ligne claire, et renouvelle l'art graphique au service de la catéchèse et de l'Évangile.

## Distinctions
- Prix international de la bande dessinée chrétienne francophone au Festival d'Angoulême 2001 pour L'Évangile en bandes dessinées, avec Christine Ponsard.
- Prix Jeunesse 2002 des libraires religieux.
- Prix international de la bande dessinée chrétienne francophone au Festival d'Angoulême 2006 pour Loupio[4].
- Prix Gabriel du 30e anniversaire du CriaBD (2016) : Jean-François Kieffer pour l'ensemble de son œuvre[5].

## Ouvrages illustrés, œuvres musicales, albums de bandes dessinées

### Catéchèse
- À la découverte - Par les chemins, livre pour l'enfant, catéchisme (C.M. 1), 1982
- La Naissance de Jésus, Bayard Presse, 1983, 3 p.Illustrations d'un extrait de l'Évangile selon Matthieu publié dans le no 123 d'Astrapi le 15 décembre 1983, p. 13-15.
- Sept rencontres de Jésus, textes de François Mourvillier, 1986
- La Passion de Jésus et Jérusalem au temps de Jésus, texte de François Mourvillier, 1986
- Marie, mère de Jésus, texte de Benoît Marchon, 1988, 1998
- Christ sera ta lumière : proposition pour préparer au baptême les enfants d'âge scolaire, texte de Marie-Frédérique Bouthillon, 1989
- Prier avec des 5-7 ans : en famille, en groupe, à l'école, Centre national de l'enseignement religieux (France), 1989
- Les Grandes religions du monde, texte de Benoît Marchon, 1990, 2001
- Nous communions ; Vivre le pardon, texte de Monique Housse, 1991
- Billets du Landreau : paroles d'un prêtre malade, texte de Clément Dixneuf, 1993
- Réjouis-toi, le Seigneur est ton ami, 1993
- Dieu ne veut que ton bonheur : lettre pastorale aux jeunes du diocèse de Luçon, texte de François Garnier, 1995
- Le livre de frère Loup, 1996
- Bouton d'or (recueil de chants à une voix), 1996
- C'est si bon, Seigneur, dans Petit caillou blanc (5-6 ans) ; Mille et un secrets (6-8 ans), (éveil à la foi), 1997
- Saints et saintes de Dieu, dans Petit caillou blanc (5-6 ans) ; Mille et un secrets (6-8 ans), (éveil à la foi), 1997
- Le chemin de croix, 1998
- Jésus en bande dessinée, textes de Benoît Marchon, 2000
- Mille images d'église, 2000,  (ISBN 9782708880412)
- Mille images d'évangile, 2001  (ISBN 9782708880351)
- Les 5-7 ans vers Noël. , texte de Françoise Doll, 2001
- Les 5-7 ans vers Pâques. (2002), texte de Marie-Jeanne Cura, 2001
- Je chante Dieu de tout mon cœur : pour prier chaque jour en famille, 2006
- Découvrons la Parole - année B, 2011
- Découvrons la Parole - année C, 2012

### L'Évangile pour les enfants
- L'Évangile pour les enfants, en bandes dessinées, texte de Christine Ponsard, 1999
- L'Évangile pour les enfants, en bandes dessinées, texte de Christine Ponsard, 2002 (éd. avec choix d'épisodes différents)  (ISBN 2-215-04426-8)
- Les paraboles de Jésus, en bandes dessinées, texte de Christine Ponsard, 2002  (ISBN 2-215-04414-4)
- Les miracles de Jésus, en bandes dessinées, texte de Christine Ponsard, 2003  (ISBN 2-215-04449-7)
- Les Actes des Apôtres, en bandes dessinées, texte de Christine Ponsard, 2004  (ISBN 2-215-04502-7)

### Loupio
- Les aventures de Loupio, t. 1 : La rencontre et autres récits, 2001  (ISBN 2-914-58000-2)
- Les aventures de Loupio, t. 2 : Les chasseurs et autres récits, 2002  (ISBN 2-914-58004-5)
- Les aventures de Loupio, t. 3 : L'auberge et autres récits, 2002  (ISBN 2-914-58011-8)
- Les aventures de Loupio, t. 4 : Le tournoi, 2004  (ISBN 2-914-58031-2)
- Les aventures de Loupio, t. 5 : Les deux îles, 2005  (ISBN 2-914-58064-9)
- Les aventures de Loupio, t. 6 : La caverne, 2006  (ISBN 978-2-914-58088-5)
- Les aventures de Loupio, t. 7 : Les faucons et autres récits, 2008  (ISBN 978-2-916350-37-0)
- Les aventures de Loupio, t. 8 : Le défi, 2010  (ISBN 978-2-9163-5076-9)
- Les aventures de Loupio, t. 9 : L'incendie et autre récits, 2012  (ISBN 978-2-728915248)
- Les aventures de Loupio, t. 10 : Vers Jérusalem, 2014  (ISBN 978-2-728919468)
- Les aventures de Loupio, t. 11 : Les archers et autres récits, 2018  (ISBN 978-2-728925049)
- Les aventures de Loupio, t. 12 : Les Bâtisseurs, 2021  (ISBN 978-2728930777)
- Les chansons de Loupio, album de chansons, 2004  (EAN 3127080003251)
- La crèche de Loupio, 2006  (ISBN 978-2-914-58090-8)
- Les nouvelles chansons de Loupio, album de chansons, 2007  (EAN 3127080004647)
- Puzzle Loupio : La chasse au vol, 2008  (EAN 3127080004845)
- Le chemin de Compostelle - le jeu de Loupio, 2009  (ISBN 9782916350387)
- La légende de Loupio - Coffret anniversaire 10 ans, 2011
- Le tournoi des pages - un jeu de Loupio, 2013  (ISBN 9782728915491)
- Les contes musicaux de Loupio - L'enfant Loup, 2016  (ISBN 9782728921614)

### Jeannette et Jojo
- Jeannette et Jojo, t. 1 : Le Mystère du poilu, 2012  (ISBN 9782728915705)
- Jeannette et Jojo, t. 2 : L'évadé, 2013  (ISBN 9782728917211)
- Jeannette et Jojo, t. 3 : La cagnotte, 2015  (ISBN 9782728920372)
- Jeannette et Jojo, t. 4 : L'envol, 2017  (ISBN 9782728922888)
- Jeannette et Jojo, t. 5 : La Madelon, 2019  (ISBN 9782728926435)
- Jeannette et Jojo, t. 6 : Le grand tour, 2021  (ISBN 9782728929344)